# Burkanów
Burkanów (ukr. Бурканів, Burkaniw) – wieś na Ukrainie w rejonie tarnopolskim należącym do obwodu tarnopolskiego. 
W II Rzeczypospolitej wieś w powiecie podhajeckim województwa tarnopolskiego.
W latach 1944–1945 nacjonaliści ukraińscy z OUN-UPA zamordowali tutaj 33 Polaków.
Do 2020 w rejonie trembowelskim.

## Ludzie
- Józef Filip Adam Lewicki herbu Rogala[4]